# Cantó de Lo Mas de Cabardés

Cantó de Lo Mas de Cabardés

El cantó de Mas-Cabardès és un cantó francès el departament de l'Aude, a la regió d'Occitània. S'inclou al districte de Carcassona, té 15 municipis i el cap cantonal és Lo Mas de Cabardés.

## Municipis
- Caudabronda
- Fornas
- Las Ilhas
- La Bastida Esparveirenca
- Las Tors
- Les Martins
- Lo Mas de Cabardés
- Miraval de Cabardés
- Pradèlas Cabardés
- Rocafera
- Salsinha
- La Torreta Cabardés
- Trassanèl
- Vilanièra
- Vilardonèl